# Å (bogstav)
 For alternative betydninger, se Å (flertydig). (Se også artikler, som begynder med Å)
Å, å er det 29. og det sidste bogstav i det danske alfabet. Bogstavet bruges også i andre alfabeter, fx det svenske, norske og finske.
Bogstavet kaldes også bolle-å. Det blev indført i Danmark ved retskrivningsreformen i 1948 i stedet for skrivemåden aa.
I mange personnavne og nogle stednavne bruges aa stadig som stavemåde. Navne, der skrives sådan, skal alfabetiseres som å.

## Historie
Lyden var oprindelig et langt a, som i middelalderen udviklede sig til en å-lyd på dansk, norsk og svensk. På svensk indførtes å-tegnet fra 1400-tallet. På dansk var det et problem fra 1500-tallet af, at aa optrådte i samme tekst både som lang a og som å-lyd. Man fik sætninger som "hun vaar 16 Aar" (Caldendarium Historicum, 1566), hvor "vaar" læses med lang a, mens i næste omgang "Aar" skulle læses som "år". Eller ord som laader (dvs. lader) og saade (dvs. sagde) - i begge tilfælde langt a. Eller "vor vaanlig Psalmebog" (1633), som var ordet "vanlig" - med lang a-lyd, ingen å.
I Danmark argumenterede Jens Pedersen Høysgaard i 1743 for et tegn for å-lyden, og i sit største værk, Forsøg til en videnskabelig dansk Retskrivningslære fra 1826, skrev Rasmus Rask: "Å er den rigtigste figur, vi kan anvende til at betegne denne enkelte lyd...da ingen anden enkelt lyd i vort modersmål betegnes med tvende sammenstillede tegn." Denne tanke holdt sig levende i højskolekredse. Der har også været andre forslag, f.eks. en sammenskrivning af aa eller tegnet â (i Matthias Moths ordbog).
Fra midten af 1800-tallet begyndte mange danske skandinavister og højskolefolk at indføre å, samt små begyndelsesbogstaver i navneord. Svend Grundtvig udgav i 1870 den uofficielle Dansk Retskrivnings-Ordbog, hvor bolle-å blev benyttet. Han udarbejdede også den første officielle danske retskrivningsordbog to år senere (Dansk Haandordbog, med den af Kultusministeriet anbefalede Retskrivning), men her blev å ikke indført. Norge indførte officielt bogstavet i 1917. Svensk havde fra gammelt af å som tredje sidste bogstav (...z-å-ä-ö), men i det norske alfabet kom den allersidst.
I 1930'erne og 40'erne var der fornyet debat om bolle-å. Tilhængerne i f.eks. Dansk Forening til Nordisk Sprogrøgt ville føre det danske sprog i fællesnordisk retning. Der opstod også en modbevægelse, som ville bevare den gamle retskrivning. Efter besættelsen var det nordiske samarbejde igen i høj kurs, og samtidig ønskede man at forenkle retskrivningen af pædagogiske grunde. Efter anden verdenskrig ønskede danske myndigheder at markere afstand til Tyskland, hvor navneord skrives med stort bogstav. I stedet ønskede man en tilpasning til norsk og svensk retskrivning.
Ved retskrivningsreformen i 1948 indførtes å. Der var i de første år tvivl om placeringen, og et udvalg på 5 medlemmer sad med tre alternativer til vurdering: den svenske model, eller den norske, eller å allerførst, som foreslået af dr.phil. Lis Jacobsen. I en artikel i 1950 foreslog hun å som et selvstændigt bogstav foran a, og i 1954 skrev hun: "Å bliver nu det første bogstav i alfabetet." Men et alfabet begyndende med å-a-b-c... ville Danmark blive alene om. Piet Hein stillede i Politiken spørgsmålet, om det danske alfabet nu skulle have nationaldragt på. Af udvalgets medlemmer var der kun én, der ønskede placering til sidst; de andre havde ikke udtalt sig, men der gik rygter om et flertal for at sætte å forrest. Den unge jurist Arne Hamburger (1921-2013) skrev et brev til sekretæren i Norsk språknemnd, dateret 31. oktober 1954, hvor han anmodede om, at formanden i Norsk språknemnd Didrik Arup Seip og næstformand Alf Hellevik sendte en henvendelse til det danske undervisningsministerium om sagen. Det danske alfabet vedkom også Sverige og Norge, idet man benytter hinandens ordbøger. Professor Seip sendte da også et brev til det danske retskrivningsudvalg 13. november 1954, hvor han fremholdt de nordiske interesser i sagen. Et lignende brev blev samtidig sendt fra det svenske sprognævn.
Det blev 8. februar 1955 slået fast, at å skulle stå sidst i alfabetet. Den sprogkonservative forening Dansk Sprogværn kæmpede imod bogstavet, og førte bl.a. kampagne under sloganet Byens navn er Aabenraa, uden svenske Boller paa. Den ene del af reformen – de små bogstaver i navneord – slog dog hurtigt igennem. Derimod tog det omkring 20 år, inden å var indført i alle danske aviser pga. økonomiske og tekniske problemer ved anskaffelse af det nye bogstav til sættemaskinerne. Den sidste danske avis, som indførte å, skal have været Dagbladet Børsen i 1969. Indførelsen regnes for at have betydet omkring 4 til 5 ændringer per 100 løbende ord.
Bolle-å slog igennem i de allerfleste stednavne, men der opstod lokal modstand, især i Åbenrå, senere i Ålborg og en række andre byer. Med et cirkulære i 1984 blev det tilladt at skrive stednavne med aa, og derefter har mange kommuner rullet stavemåden tilbage igen. Faaborg på Fyn holder på den gamle stavemåde, mens Fåborg i Varde kommune staves med å.
Man forestiller sig Kåre Ås og Kaare Aas som det samme navn, men det er ikke altid lige indlysende. De fleste leksika vil præsentere den tyske by Aachen i første bind, men Ivar Aasen i det sidste. Sekvensen aa findes i flere danske ord, såsom "temaavis" (tema-avis). Udlændinge som Aaron og finske Kaari (med langt a) ønsker heller ikke navnet udtalt med å-lyd. 

## Åogaai danske stednavne
Det er altid korrekt ifølge retskrivningsreglerne at skrive danske stednavne med bolle-å (Århus, Åbenrå, Ålborg, Fåborg, Grenå og så videre). Imidlertid foretrækker en del danske kommuner, at navne indenfor kommunen i stedet skrives med dobbelt-a (Aarhus, Aabenraa, Aalborg, Faaborg, Grenaa og så videre), og i disse tilfælde er det også korrekt. Sådanne lokale ønsker om skrivning af navne med dobbelt-a for å er markeret i stednavneudvalgets liste over autoriserede navne med et #-tegn.
Et flertal i Århus byråd vedtog efter stor debat i 2010 at ændre byens stavemåde til Aarhus med virkning fra 1. januar 2011. Argumentet var, at stavemåden Aarhus var en fordel under internationaliseringen og på internettet. Det var dog en tendens som have eksisteret siden 1948 hos eksempelvis Aarhus Universitet, FOF Aarhus, Aarhus Teater og Aarhus Gymnastikforening (AGF), men også ved etableringen af nye institutioner inden 2011, eksempelvis AarhusKarlshamn og Aarhus Bryghus. Dermed er Tårnby den eneste danske kommune, der skrives med å.

## Computertegnsæt
I unicode er Å U+00C5 og å U+00E5. På Microsoft Windows-maskiner vil [Alt]143 give Å og [Alt]134 give å.
I HTML kan en af formerne i tabellen til højre bruges, uanset hvilket tegnsæt der bruges.